# Caroline Lind (cantante)
Caroline Lind (1994) è una cantante danese.

## Biografia
Scoperta dalla Universal Music Denmark quando aveva 11 anni, Caroline Lind è salita alla ribalta nel 2006 con il suo album di debutto Caroline, che ha raggiunto la 4ª posizione nella classifica danese e che ha venduto più di 40 000 copie a livello nazionale. L'anno successivo è uscito il secondo album Venner, che non ha però eguagliato il successo del precedente, fermandosi al 38º posto in classifica.

## Discografia

### Album in studio
- 2006 – Caroline
- 2007 – Venner

### Singoli
- 2006 – Jutlandia
- 2007 – Ninja Boy